# Stenasilus lutipes
Stenasilus lutipes là một loài ruồi trong họ Asilidae. Stenasilus lutipes được Wiedemann miêu tả năm 1828.